# Kalâat Khasba (delegación)
Kalâat Khasba es una delegación de la gobernación de Al-Kāf en Túnez. En abril de 2014 tenía una población censada de 6652 habitantes.
Se encuentra ubicada al noroeste del país, sobre la cordillera del Atlas y cerca de la frontera con Argelia.